# Vrbno
Vrbno je naselje v Občini Šentjur.